# 대한제국 연대기
《대한제국 연대기》(大韓帝國年代記)는 대한민국의 소설가인 김경록이 2010년에 발표한 장편 대체역사소설이다. 22세기의 우주비행사로 훈련받은 고등 인재인 김세훈이 1399년의 탐라에 표착하는 것으로 시작하여, 400여 년의 세월을 관통해 가상 역사 속 19세기 대한제국의 속령인 북해(北海, 작중 연해주 일대) 지역의 독립투쟁을 묘사하는 것으로 끝난다.
원 역사라면 서유럽에서 일어났어야 할 대항해시대와 산업 혁명이 극동에서도 동시다발적으로 일어나고 또한 이에 따른 식민지개척과 사상투쟁까지 묘사되어있다.
소설에 '연대기'라는 제목이 들어간 것과 같이, 한 주인공의 이야기가 아니라 시대의 핵심 사건을 시간 순서로 펼쳐놓은 소설이다. 